# Tensai Bakabon
Tensai Bakabon (jap.: 天才バカボン) ist eine japanische Manga-Serie, die von Fujio Akatsuka geschrieben und gezeichnet wurde. Sie erschien von 1967 bis 1976 und wurde in fünf Anime-Fernsehserien adaptiert. International wurde sie auch als Genius Bakabon oder Genius Idiot Bakabon bekannt.

## Inhalt
Die Geschichten erzählen von der Familie des Jungen Bakabon, mit dem exzentrischen Vater, der liebenswürdigen Mutter und dem genialen kleinen Bruder Hajime. Der zerstreute Bakabon richtet allerlei Unfug an, doch steht sein Vater ihm darin kaum nach. Alle in der Familie, bis auf den kleinen Hajime, sind ungewöhnlich dumm.

## Veröffentlichung
Der Manga erschien in Japan vom April 1967 bis Dezember 1976 im Shōnen Magazine bei Kodansha. Der Verlag brachte die Kapitel auch gesammelt in 38 Bänden heraus. Die Serie erschien parallel und später auch in weiteren Magazinen. Neuauflagen erschienen bei Take Shobō.

## Anime-Fernsehserien

### Erste Serie
Es wurden fünf Anime-Serien produziert, wobei die ersten beiden von Tokyo Movie Shinsha und folgenden drei Serien von Studio Pierrot produziert wurden. Der erste Anime zu Tensai Bakabon entstand unter der Regie von Hiroshi Saitō. Die künstlerische Leitung lag bei Jin Kageyama und für die Designs war der Mangaka Fujio Akatsuka selbst zuständig. Die Musik komponierte Takeo Watanabe und die verantwortlichen Produzenten waren Eiji Okabe und Hiroshi Saitō. Die Serie wurde vom 25. September 1971 bis zum 24. Juni 1972 mit 40 Folgen bei Yomiuri TV ausgestrahlt. Auf Druck der Sponsoren hin wurde während der Ausstrahlung die Serie verändert, bald hatte der Vater eine Arbeit und verhielt sich nicht mehr ganz so dumm. Auch neue Figuren wurden auf diese Weise eingeführt. In Indien wurde diese Sendung von Hungama TV ausgestrahlt.

### Zweite Serie
Drei Jahre später wurde Ganso Tensai Bakabon ausgestrahlt, mit 103 Folgen auf Nippon TV vom 6. Oktober 1975 bis 26. September 1977. Die Drehbücher schrieben Haruya Yamazaki, Yoshiaki Yoshida und Yutaka Kaneko. Die künstlerische Leitung lag bei Shichirō Kobayashi und für die Designs waren Noriko Shirasaka und Toshiharu Mizutani verantwortlich. Die Musik komponierte Takeo Watanabe. Diese Version ist wieder näher an der Vorlage und enthält mehrere schon im Manga beliebte Figuren: das Nachbarsmädchen Lelele und einige verrückte Schüler der Bakada-Universität.

### Dritte Serie
Die erste Studio-Pierrot-Serien wurde unter dem Titel Heisei Tensai Bakabon wurde vom 6. Januar bis 29. Dezember 1990 mit 46 Folgen von Fuji TV ausgestrahlt. Regie führte Hiroshi Sasagawa und die Musik komponierte Yusuke Honma. Das Charakterdesign entwarf Yoshiyuki Kishi und die künstlerische Leitung lag bei Setsuko Ishizu. Für die Kameraführung war Hirokata Takahashi verantwortlich. Dieser Anime wurde ins Spanische synchronisiert.

### Vierte Serie
Rerere no Tensai Bakabon wurde vom 19. Oktober 1999 bis 21. März 2000 von TV Tokyo mit 24 Folgen gezeigt. Bei der zweiten Produktion von Pierrot zu Bakabon führte Hayato Date Regie. Das Drehbuch schrieb Masaki Tsuji und die künstlerische Leitung lag bei Yūji Ikeda. Die Designs stammen von Hitoshi Nagasaki und die Musik komponierte Kaoru Wada. Das Vorspannlied ist Warau Hito (笑う人) von Booing Sheyner und der Abspann ist unterlegt mit So Good! von Village Purple.

### Fünfte Serie
Eine fünfte Animeserie mit dem Titel Shinya! Tensai Bakabon wurde am 10. Juli 2018 bei TV Tokyo und anderen Sendern uraufgeführt. Die Serie mit 12 Folgen lief bis zum 25. September 2018. Sie entstand beim Studio Pierrot+ unter der Regie von Toru Hosokawa, der auch die Drehbücher schrieb. Das Charakterdesign entwarf Takaaki Wada und die künstlerische Leitung lag bei Junichi Higashi und Junko Shimizu. Für den Ton war Hiromi Kikuta verantwortlich, für die Kameraführung Shigeki Asakawa. Die Musik komponierten Akihiro Manabe und Kenichiro Suehiro. Für den Vorspann wurde das Lied Baka-Bonsoir! von B.P.O – Bakabon-no Papa Organization – verwendet, das Abspannlied ist Kaze ga Fuiteiru (風は吹いている) von Ketsumeishi.
Der Anime wurde international von Crunchyroll veröffentlicht, darunter auch mit deutschen Untertiteln.

### Synchronisation
| Rolle                       | japanischer Sprecher (1971) (Seiyū) | Japanische Sprecher (1975) | Japanische Sprecher (1990) | Japanische Sprecher (1999) | Japanische Sprecher (2018) |
| --------------------------- | ----------------------------------- | -------------------------- | -------------------------- | -------------------------- | -------------------------- |
| Bakabon                     | Keiko Yamamoto                      | Keiko Yamamoto             | Megumi Hayashibara         | Yoshiko Kamei              | Miyu Irino                 |
| Bakabons Vater              | Masashi Amenomori                   | Masashi Amenomori          | Kosei Tomita               | Hisahiro Ogura             | Arata Furuta               |
| Bakabons Mutter             | Eiko Masuyama                       | Eiko Masuyama              | Eiko Masuyama              | Eiko Masuyama              | Noriko Hidaka              |
| Hajime-chan                 | Takako Sasuga                       | Takako Sasuga              | Chika Sakamoto             | Yukiji                     | Ai Nonaka                  |
| Rerere no Ojīsan            | Ryuji Saikachi                      | Ryuji Saikachi             | Shigeru Chiba              | Shigeru Chiba              | Akira Ishida               |
| Omawari-san                 | Isamu Tanonaka                      | Kaneta Kimotsuki           | Shigeru Chiba              | Shigeru Chiba              | Toshiyuki Morikawa         |
| Unagi-Inu/Aal-Hund          | -                                   | Michihiro Ikemizu          | Aruno Tahara               | Kozo Shioya                | Takahiro Sakurai           |
| Kumada-kun/Osamu Tezukabuto | -                                   | -                          | Rica Matsumoto             | Kappei Yamaguchi           | -                          |

## Realverfilmung
2016 wurde in Japan von Nippon TV eine Adaption des Mangas als Fernsehsendung gezeigt.